# Thunia brymeriana
Thunia brymeriana är en orkidéart som beskrevs av Robert Allen Rolfe. Thunia brymeriana ingår i släktet Thunia och familjen orkidéer.
Artens utbredningsområde är Burma. Inga underarter finns listade i Catalogue of Life.